# Áno Lechónia
Áno Lechónia, en grec moderne : Άνω Λεχώνια, est un village du dème de Vólos, district régional de Magnésie, en Thessalie, Grèce.
Selon le recensement de 2011, la population du village s'élève à 1 068 habitants.